# Gerard Renkema
Gerhardus Duurt Renkema  (Drachten, 12 november 1959) is een Nederlands politicus en bestuurder. Hij is lid van het CDA. 

## Biografie
Renkema studeerde tussen 1978 tot 1986 Nederlands recht en juridische bestuurswetenschappen aan de Rijksuniversiteit Groningen. In 1986 trad hij in dienst van de provincie Drenthe als beleidsmedewerker openbare veiligheid in het kabinet van de commissaris van de Koningin. Hij was van 1990 tot 2002 wethouder van Assen.
Renkema was vanaf 1 maart 2002 burgemeester van Eemsmond. Van 1 april 2007 tot 16 november 2024 was hij burgemeester van Nijkerk. Bij zijn afscheid werd hij ereburger van Nijkerk. Hij was voorzitter van de Stichting Schrassert en Van Deelen Fundatie en van de Nijkerkse Klokkenspelvereniging, en ambassadeur van het Westerborkpad en van de Stichting Vrienden van het Meander Ziekenhuis.
Vanaf 1 mei 2025 is hij waarnemend burgemeester van Culemborg.
Renkema is getrouwd en heeft twee zoons.